# Sporos
Sporos, starogrški matematik in astronom, * okoli 240, verjetno Nikeja, † okoli 300.

## Življenje in delo
Sporos je bil morda Paposov učitelj ali pa sta bila učenca istočasno. Sporosa je učil Filon Gadarski. Njegovo delo se pozna prek Paposa in Evtokijevih zapisov.
Ukvarjal se je s klasičnima grškima problemoma kvadrature kroga in podvojitve kocke. Njegova rešitev problema podvojitve kocke je podobna Dioklesovi, in tudi Papos je podal podobno konstrukcijo. Pri konstrukciji niso uporabljali kisoide in so vrteli ravnilo okrog točke, dokler niso našli določenih enakih presečišč. Sporos je uporabljal tudi aproksimacije, ki so zgodnji zgledi integracije. Poleg svojega dela na tem področju je podal tudi razlage metod drugih avtorjev.
Presodil je tudi Arhimedov približek za število π, ki se mu ni zdel dovolj točen.
Pisal je tudi o velikosti Sonca in o kometih.
1. 1 2 3  MacTutor History of Mathematics archive — 1994.
2. ↑  https://books.google.cat/books?id=bENTBQAAQBAJ&pg=PA94 — str. 94.